# Tweed River (Australie)
Pour les articles homonymes, voir Tweed.
La Tweed River ou Tweed est un fleuve au nord-est de la Nouvelle-Galles du Sud en Australie, qui se jette dans l'océan Pacifique.

## Géographie
Il draine la plus grande partie de l'ancien volcan Tweed dont l'actuel Mont Warning est le reste de la cheminée. Les différentes branches du fleuve se rejoignent à Murwillumbah pour ensuite couler pendant 20 km vers le nord-est et aller se jeter dans l'océan Pacifique à Tweed Heads.
La rivière coule dans une région aux sols volcaniques fertiles et au climat subtropical de sorte que la plupart des forêts originelles ont été détruites après l'arrivée des européens. Les forêts restantes sont maintenant protégées dans des parcs, le reste, surtout dans la partie aval, est utilisé pour l'agriculture et notamment la culture de la canne à sucre.
Le fleuve doit son nom à la River Tweed britannique.
Il faut savoir que l'expression locale "North of the Tweed" désigne les habitants du Queensland pour ceux de Nouvelle-Galles du Sud et, réciproquement, "South of the Tweed" ceux de Nouvelle-Galles pour ceux du Queensland et cela bien que le fleuve soit à quelques kilomètres au sud de la frontière mais c'est le dernier pont que traversent les voyageurs empruntant la Pacific Highway pour se rendre sur la Gold Coast.